# Casalciprano
Casalciprano is een gemeente in de Italiaanse provincie Campobasso (regio Molise) en telt 613 inwoners (31-12-2004). De oppervlakte bedraagt 19,0 km², de bevolkingsdichtheid is 32 inwoners per km².

## Demografie
Casalciprano telt ongeveer 283 huishoudens. Het aantal inwoners daalde in de periode 1991-2001 met 10,8% volgens cijfers uit de tienjaarlijkse volkstellingen van ISTAT.
| Jaar | Inwoneraantal |
| ---- | ------------- |
| 1991 | 712           |
| 2001 | 635           |

## Geografie
Casalciprano grenst aan de volgende gemeenten: Busso, Castropignano, Frosolone (IS), Sant'Elena Sannita (IS), Spinete, Torella del Sannio.